# Ashville (Alabama)
Ashville ist ein Ort im St. Clair County im US-amerikanischen Bundesstaat Alabama. Ashville ist Sitz der Countyverwaltung (County Seat) des St. Clair Countys. Das U.S. Census Bureau hat bei der Volkszählung 2020 eine Einwohnerzahl von 2.346 ermittelt.

## Geographie
Ashville liegt im Nordosten Alabamas im Süden der Vereinigten Staaten. Es befindet sich etwa mittig zwischen dem 733 Quadratkilometer großen William B. Bankhead National Forest und dem fast 1600 Quadratkilometer großen Talladega National Forest.
Nahegelegene Orte sind unter anderem Steele (5 km nordöstlich), Ragland (8 km südöstlich), Rainbow City (10 km nordöstlich), Springville (14 km westlich) und Oneonta (15 km nordwestlich). Die nächste größere Stadt ist mit 212.000 Einwohnern das etwa 40 Kilometer südwestlich entfernt gelegene Birmingham.

## Geschichte
Ashville entstand 1813, als die ersten Siedler aus Tennessee und Georgia den Ort erreichten. Benannt wurde der Ort nach John Ash, der 1817 dort ein Haus errichtete, das auch heute noch steht und als ältestes Haus der Umgebung gilt. Bis 1907 war Ashville der einzige County Seat des St. Clair County.

## Verkehr
Die Stadt wird vom Süden her auf gemeinsamer Trasse durchzogen vom U.S. Highway 231 und dem U.S. Highway 411. Etwa im Zentrum der Stadt verläuft Ersterer weiter in Richtung Nordwesten, Letzterer in Richtung Nordosten. Im Norden der Stadt verläuft der U.S. Highway 11, etwa zwei Kilometer südlich der Interstate 59, der auf einer Länge von 715 Kilometern von Louisiana bis nach Georgia führt.
Etwa 50 Kilometer südwestlich befindet sich der Birmingham-Shuttlesworth International Airport.

## Demographie
Nach der Volkszählung aus dem Jahr 2000 hatte der Ort 2260 Einwohner, die sich auf 814 Haushalte und 608 Familien verteilten. Die Bevölkerungsdichte betrug 45,1 Einwohner/km². 69,42 % der Bevölkerung waren weiß, 26,55 % afroamerikanisch. In 37 % der Haushalte lebten Kinder unter 18 Jahren. Das Durchschnittseinkommen betrug 31.509 Dollar, 15,1 % der Bevölkerung von Ashville lebten unter der Armutsgrenze.

## Kultur und Sehenswürdigkeiten
Acht Bauwerke und Stätten in Ashville sind im National Register of Historic Places („Nationales Verzeichnis historischer Orte“; NRHP) des National Park Service eingetragen (Stand 27. April 2021), eine davon ist ein Historic District, bei den anderen handelt es sich um Bauwerke. Eingetragene Objekte sind unter anderem das Inzer und das Looney House sowie der Ashville Historic District.

## Söhne und Töchter der Stadt
- Rufus W. Cobb (1829–1913), Politiker und der 25. Gouverneur von Alabama